# Gina Sereno
Virginia Claire Sereno connue sour le nom de Gina Sereno née le 16 juin 1995 à Madison dans le Wisconsin est une triathlète professionnelle américaine, championne panaméricaine de triathlon en 2021.

## Biographie
Gina Sereno est diplômée de l'Université du Michigan en 2018 où elle obtient des titres et records en Athlétisme. En juillet 2018, elle s'installe à Los Angeles en Californie et s'entraîne dans les trois disciplines du triathlon. En parallèle, elle travaille à temps plein au Jet Propulsion Laboratory de la NASA en tant qu'ingénieur des systèmes sur la mission « Psyche ». En janvier 2023, elle déménage à Boulder au Colorado pour poursuivre ses ambitions sportives et être entouré d'un plus grand nombre de partenaires d'entraînement,.
Gina fréquente depuis 2021, le triathlète américain Chase McQueen né en 1995, anciennement gardien de but en division 3 en Angleterre et petit-fils de l'acteur Steve McQueen,.

## Palmarès
Le tableau présente les résultats les plus significatifs (podium) obtenus sur le circuit international de triathlon depuis 2021.
| Année | Compétition                                        | Pays       | Position          | Temps          |
| ----- | -------------------------------------------------- | ---------- | ----------------- | -------------- |
| 2022  | Coupe du monde - l'étape sprint de Viña del Mar    | Chili      | Médaille d'argent | 57 min 15 s    |
| 2022  | Coupe panaméricaine - l'étape sprint de Long Beach | États-Unis | Médaille d'or     | 1 h 0 min 8 s  |
| 2022  | Coupe panaméricaine - l'étape sprint de Ixtapa     | Mexique    | Médaille d'argent | 1 h 1 min 17 s |
| 2021  | Championnats panaméricains                         | États-Unis | Médaille d'or     | 2 h 6 min 51 s |

| Année | Nombres | Étapes                           |
| ----- | ------- | -------------------------------- |
| 2023  | 1       | Montréal + du classement général |
| Total | 1       |                                  |